# リンダ・ユー
リンダ・ユー（Linda Yueh、岳 林達）は、台湾生まれのジャーナリストで、作家で、経済学者で、イギリスとアメリカ両方の国籍を持っている。現在筆頭経済記者で、Talking Business with Linda YuehのようにBBCニュースの編集者である。

## 背景
ユーは台湾台北市で生まれ、5歳の時にアメリカ合衆国に移住した。イェール大学の学士、ハーバード大学の公共政策修士、ニューヨーク大学法科学校の法務博士、オックスフォード大学のPh.D.（経済学）がある。

## 経歴
ブルームバーグテレビジョンの経済編集者やニューヨーク市や北京、香港在住の会社法の法律家を務めてきた。
2013年、BBCの筆頭経済記者になり、BBCのサイトでブログを続けている。OMFIFの諮問理事であり、日常的に世界の金融や通貨制度に関する会合に関わっている。

## 研究生活
ユーはロンドン・ビジネス・スクールの経済学非常勤教授であり、オックスフォード大学聖エドモンドホールの経済学に関するフェロー兼講師であり、中国成長センター（CGC）理事である。北京大学非常勤講師でもあり、ロンドン・スクール・オブ・エコノミクス（LSE）の経済実績センターとLSE IDEAS双方の会員でもある。数十件の論文を発表している。

## 著作
- China's Growth: The Making of an Economic Superpower. Oxford University Press.
- The Economy of China. Edward Elgar Publishing.
- China and Globalisation: Critical Concepts in Globalisation. Routledge. (editor).
- Enterprising China: Business, Economic, and Legal Developments since 1979. Oxford University Press.
- The Law and Economics of Globalisation. Edward Elgar Publishing. (editor).
- Macroeconomics. Cengage Learning. (co-author).
- The Future of Asian Trade and Growth: Economic Development with the Emergence of China. Routledge. (editor).
- Globalisation and Economic Growth in China. Routledge. (co-editor).

## 参照
1. ↑  本来はBBCワールドで採用している「リンダ・ユエ」であったと思われるが、本人の発音から「リンダ・ユー」を記事名に採用した。
2. ↑  http://www.bbc.co.uk/mediacentre/worldnews/linda-yueh
3. 1 2  “Correspondents - Linda Yueh”.   BBC. 2013年6月8日閲覧。
4. 1 2  “Linda Yueh to make on-air debut on BBC World News on 13 May”.   BBC. 2013年6月8日閲覧。
5. 1 2  “Faculty Profile, Linda Yueh”.   London Business School. 2013年6月8日閲覧。
6. ↑  “BBC Blogs - Linda Yueh”.   BBC. 2015年4月18日閲覧。
7. ↑  “Academic profile - Linda Yueh”.   Oxford University. 2015年4月18日閲覧。
8. ↑  “China Growth Centre”.   Oxford University. 2015年4月18日閲覧。
9. ↑  “Speakers archive - Linda Yueh”.   RSA - Royal Society for the encouragement of Arts, Manufactures and Commerce. 2013年10月1日時点のオリジナルよりアーカイブ。2013年6月8日閲覧。
10. ↑  Personal website